# Qarah Shūr
Qarah Shūr (persiska: Qareh Shūr, قره شور) är en ort i Iran.   Den ligger i provinsen Golestan, i den norra delen av landet, 400 km nordost om huvudstaden Teheran. Qarah Shūr ligger 89 meter över havet och antalet invånare är 808.
Terrängen runt Qarah Shūr är platt. Runt Qarah Shūr är det ganska glesbefolkat, med 48 invånare per kvadratkilometer. Närmaste större samhälle är Gālīkesh, 9,3 km sydost om Qarah Shūr. Trakten runt Qarah Shūr består till största delen av jordbruksmark.